# V PAY

V Pay logo

V PAY is een Europese debetkaartdienst die opgericht werd in 2005 en eigendom is van VISA Inc.
Binnen de Europese Unie is V PAY het belangrijkste debetmerk van VISA en het is een directe concurrent van Maestro, de debetkaartdienst van Mastercard.
In Nederland heeft Maestro nog veruit het grootste aandeel van de debetkaartenmarkt. Anno 2011 gaf alleen SNS Bank debetkaarten van V PAY uit.. Sinds 2018 geeft ook ING betaalpassen voor V PAY uit. Geld opnemen en betalen met V PAY kan in Nederland bij de meeste geldautomaten en winkels.
Sinds 1 juli 2023 worden er in Nederland geen V PAY kaarten meer uitgegeven, en zullen kaarten die vervangen of verlengd moeten worden, worden vervangen door de Debit Mastercard of Visa Debit.